# Maggie Vision
Maggie Vision – album studyjny polskiej piosenkarki Margaret. Wydawnictwo ukazało się 12 lutego 2021 nakładem wytwórni muzycznych Gaja Hornby Records i Sony Music Entertainment Poland.
Pod względem muzycznym płyta łączy w sobie przede wszystkim pop.
Album zadebiutował na 5. miejscu polskiej listy sprzedaży – OLiS.

## Lista utworów
Opracowano na podstawie materiału źródłowego.
1. „Przebiśniegi” – 2:09
2. „Pure fun” (gościnnie: Young Igi) – 2:26
3. „Fotel” – 2:32
4. „Roadster” (gościnnie: Kizo) – 2:45
5. „Nowe plemię” – 2:28
6. „Reksiu” (gościnnie: Otsochodzi) – 2:42
7. „No future” (gościnnie: Kukon) – 3:06
8. „Piniata” – 2:37
9. „Introwersje” (gościnnie: Stanisłavv) – 2:48
10. „Xanax” – 2:40
11. „Antipop” (gościnnie: Kara) – 2:46
12. „Sold out” (gościnnie: Natalia Szroeder) – 3:02
13. „Wielkie mam sny” – 2:44
14. „Say no more” (gościnnie: Urboishawty) – 2:49

## Pozycja na liście sprzedaży
| Kraj   | Lista         | Najwyższa pozycja |
| ------ | ------------- | ----------------- |
| Polska | OLiS – albumy | 5                 |